# Георги Караславов (награда)
Националната литературна награда за белетристика „Георги Караславов“ е учредена през 2004 г. от Съюза на българските писатели и Община Първомай, в чийто днешен квартал Дебър е роден Георги Караславов, авторът на повестта „Снаха“.
Присъжда се за белетристични книги, публикувани през предходните 2 години. Наградата включва диплом, парична сума и плакет със знака на града. Връчва се на всяка четна година между 1 и 20 октомври.
Основна цел на наградата е да стимулира авторите за създаването на белетристични произведения, утвърждаващи човешкото достойнство с висока художествена стойност.
Паричната стойност на наградата е 1000 лева и се осигурява от Община Първомай. Журито е от 5 души – двама от Съюза на българските писатели и трима от община Първомай.

## История
В началото на 2002 г., по предложение на общинския съветник Георги Тончев, Общински съвет Първомай записва в културния календар на общината провеждане на литературен конкурс, посветен на класика на българската литература академик Георги Караславов. Конкурсът е общински до 2004 г., когато по случай 100 години от рождението на писателя е възстановена националната литературна награда на негово име.

## Наградени автори и творби
- 2004 – Владимир Зарев за романа „Разруха“ (Жури с председател Николай Петев – председател на Съюза на българските писатели.)
- 2006 – Деян Енев за сборника разкази „Всички на носа на гемията“
- 2008 – Борислав Бойчев за книгата му „Отвъд стария мост“[2]
- 2010 – Иван Енчев за романа му „Кървав пелин“[3]
- 2012 – Янко Станоев за цялостното му творчество[4]
- 2014 – Никола Статков за цялостното му творчество[5]
- 2016 – Димитър Томов за цялостното му творчество[6]
- 2018 – Кръстьо Кръстев за цялостното му творчество[7]
- 2020 – Христо Славов за цялостното му творчество[8]
- 2022 – Златимир Коларов[9]
- 2024 – Светозар Казанджиев за цялостното му творчество[10][11]